# Державний льотно-випробувальний центр МО РФ імені Чкалова
48°17′48″ пн. ш. 46°11′32″ сх. д. / 48.2966° пн. ш. 46.1921° сх. д.

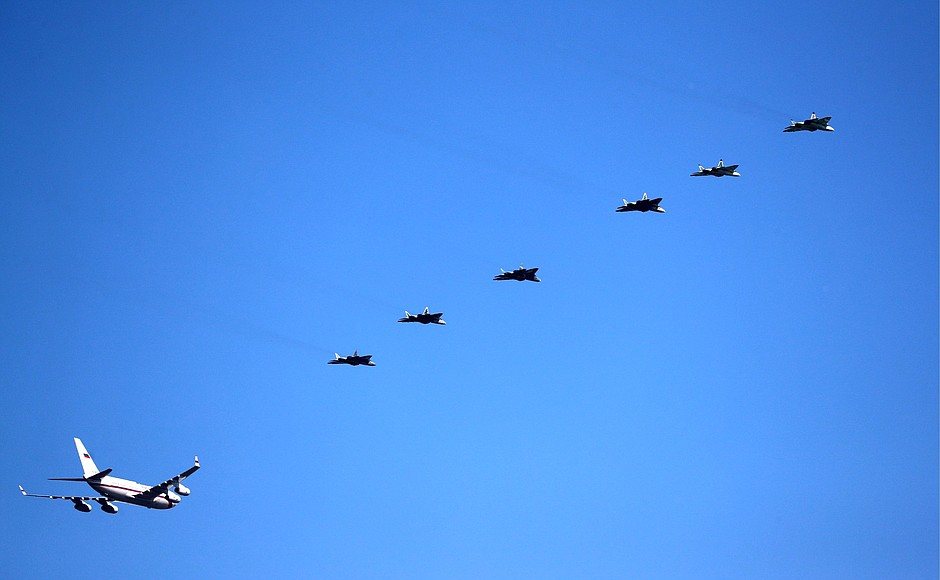
Ескорт літака Президента РФ шістьма винищувачами Су-57 під час його візиту до центру в травні 2019.

929-й державний льотно-випробувальний центр (ДЛВЦ) Міністерства оборони Російської Федерації імені В. П. Чкалова (рос. 929 ГЛИЦ МО РФ) — російський авіаційний науково-випробувальний військовий заклад. Це головна авіаційна випробувальна установа Повітряно-космічних сил Росії. Тут випробовують військову авіаційну техніку та авіаційне озброєння перед прийняттям на озброєння.
Штаб-квартира центру знаходиться на авіабазі «Ахтубінськ» в Астраханській області Росії.

## Історія
З 1920 року по теперішній час тут випробувано понад 390 типів літаків, з них прийнято на озброєння 280 типів. У 1996 році три серійні Су-27 М були доставлені в 929-й державний льотно-випробувальний центр в Ахтубінську для проведення випробувань озброєння. 
У травні 2011 року перший Су-35С був доставлений до Ахтубінська для проведення державних спільних з Міноборони випробувань для підготовки до бойової служби.
У 2022 році на знімках Google Earth було видно два літаки Сухого С-70 «Охотник-Б» на полігоні.

## Призначення
Більшість державних льотних випробувань проводяться в ДЛВЦ і в його дослідницьких центрах, лабораторіях і на полігонах, включаючи польоти для перевірки бойового застосування і випробування нової зброї. Жоден тип літака, вертольота або зразка авіаційної зброї не надходить на озброєння ВКС Росії, а в минулому Радянського Союзу та інших видів Збройних Сил без проходження випробувань в ДЛВЦ. Після 1991 року і, з розширенням експорту російських бойових літаків, центр проводить випробування і модифікацій літаків, спеціально розроблених за контрактами з іноземними замовниками.
Науково-дослідна робота в ДЛВЦ спрямована на методичне забезпечення оцінки перспективних літаків, розробку загальних технічних вимог до ВПС та підвищення бойових можливостей серійних літаків. Кількість науково-дослідних робіт значно знизилася після розпаду СРСР, для порівняння у 1995 р. становила лише 88 порівняно з 1320 у 1986 р. плюс до 400 військових наукових робіт.
Вимірювальний комплекс призначений для проведення льотних випробування авіаційної техніки і озброєння, тут проводять бойову підготовку частини Повітряно-космічних сил і авіації ВМФ Росії, а також проходять льотні випробування озброєння Збройних Сил Російської Федерації. До складу комплексц входять системи управління об'єктами, збору та обробки інформації, п'ять Військових полігонів, три випробувальні станції та дві комендатури. Найбільший авіаційний полігон Росії — Грошево (Володимирівка), 22 км від Ахтубінська; решта знаходяться в Казахстані: Тургай, Сагиз, Суюндук, Теректа і Атирау, на відстані 500—800 км від Ахтубінська.

## Структура
Основна база знаходиться в місті Ахтубінськ, але є кілька центрів тестування в інших частинах Росії. 
Підготовка військових льотчиків-випробувачів ДЛВЦ здійснюється в Центрі підготовки льотчиків-випробувачів ВПС в Ахтубінську. Тут проходять державні, контрольні та спеціальні випробування літальні апарати, їх обладнання та озброєння, засоби наземного та польотного забезпечення, а також безпілотні літальні апарати. На авіабазі знаходяться численні спеціалізовані лабораторії та стенди, комплекс висотно-кліматичних і механічних випробувань.
Тут також розташовані:
- Філія «Зліт» (рос. Взлёт) Московського авіаційного інституту.
- Відділ випробувань авіаційних двигунів (відділ ДЛВЦ).
- Центр підготовки льотчиків-випробувачів ВПС (створено в 1973 [6]) з трьома відділеннями: авіаційним, вертолітним і навігаційним.

У 2008 році підпорядкованими організаціями 929-го центру були:
- 1338-й випробувальний центр на авіабазі «Чкаловський» — Іл-22, Іл-80, Іл-82;
- Високогірний центр досліджень авіаційної техніки та озброєння — аеропорт Нальчик;
- 368-ма окрема зведена авіаційна ескадрилья;
- 13-й аеронавігаційний полігон — Вольськ — повітряні кулі;
- 267-й центр підготовки льотчиків-випробувачів — авіабаза «Ахтубінськ»;